# Lijst van voetbalinterlands Honduras - Mexico
Deze lijst van voetbalinterlands is een overzicht van alle officiële voetbalwedstrijden tussen de nationale teams van Honduras en Mexico. De Midden-Amerikaanse landen speelden tot op heden 45 keer tegen elkaar, te beginnen met een vriendschappelijke interland op 1 april 1935 in San Salvador (El Salvador). Het laatste duel, een halve finale van de CONCACAF Gold Cup 2025, werd gespeeld in Santa Clara (Verenigde Staten) op 2 juli 2025.

## Wedstrijden
| №  | Plaats           | Datum             | Competitie                      | Wedstrijd         | Uitslag |
| -- | ---------------- | ----------------- | ------------------------------- | ----------------- | ------- |
| 1  | San Salvador     | 1 april 1935      | Vriendschappelijk               | Mexico – Honduras | 8 – 2   |
| 2  | San Pedro Sula   | 28 februari 1965  | WK 1966 kwalificatie            | Honduras – Mexico | 0 – 1   |
| 3  | Mexico-Stad      | 4 maart 1965      | WK 1966 kwalificatie            | Mexico – Honduras | 3 – 0   |
| 4  | Tegucigalpa      | 19 maart 1967     | CONCACAF-kampioenschap 1967     | Honduras – Mexico | 0 – 1   |
| 5  | Port of Spain    | 4 december 1971   | CONCACAF-kampioenschap 1971     | Mexico – Honduras | 2 – 1   |
| 6  | Port-au-Prince   | 3 december 1973   | WK 1974 kwalificatie            | Honduras – Mexico | 1 – 1   |
| 7  | Tegucigalpa      | 18 maart 1980     | Vriendschappelijk               | Honduras – Mexico | 0 – 1   |
| 8  | Toluca           | 8 april 1980      | Vriendschappelijk               | Mexico – Honduras | 5 – 0   |
| 9  | Tegucigalpa      | 22 november 1981  | WK 1982 kwalificatie            | Honduras – Mexico | 0 – 0   |
| 10 | Los Angeles      | 3 juli 1991       | CONCACAF Gold Cup 1991          | Mexico – Honduras | 1 – 1   |
| 11 | Mexico-Stad      | 15 november 1992  | WK 1994 kwalificatie            | Mexico – Honduras | 2 – 0   |
| 12 | Tegucigalpa      | 13 december 1992  | WK 1994 kwalificatie            | Honduras – Mexico | 1 – 1   |
| 13 | Mexico-Stad      | 11 april 1993     | WK 1994 kwalificatie            | Mexico – Honduras | 3 – 0   |
| 14 | Tegucigalpa      | 2 mei 1993        | WK 1994 kwalificatie            | Honduras – Mexico | 1 – 4   |
| 15 | San Pedro Sula   | 21 september 1996 | WK 1998 kwalificatie            | Honduras – Mexico | 2 – 1   |
| 16 | Mexico-Stad      | 6 november 1996   | WK 1998 kwalificatie            | Mexico – Honduras | 3 – 1   |
| 17 | Oakland          | 7 februari 1998   | CONCACAF Gold Cup 1998          | Mexico – Honduras | 2 – 0   |
| 18 | San Pedro Sula   | 20 juni 2001      | WK 2002 kwalificatie            | Honduras – Mexico | 3 – 1   |
| 19 | Mexico-Stad      | 11 november 2001  | WK 2002 kwalificatie            | Mexico – Honduras | 3 – 0   |
| 20 | Mexico-Stad      | 17 juli 2003      | CONCACAF Gold Cup 2003          | Mexico – Honduras | 0 – 0   |
| 21 | East Rutherford  | 10 juni 2007      | CONCACAF Gold Cup 2007          | Honduras – Mexico | 2 – 1   |
| 22 | Mexico-Stad      | 20 augustus 2008  | WK 2010 kwalificatie            | Mexico – Honduras | 2 – 1   |
| 23 | San Pedro Sula   | 19 november 2008  | WK 2010 kwalificatie            | Honduras – Mexico | 1 – 0   |
| 24 | San Pedro Sula   | 1 april 2009      | WK 2010 kwalificatie            | Honduras – Mexico | 3 – 1   |
| 25 | Mexico-Stad      | 9 september 2009  | WK 2010 kwalificatie            | Mexico – Honduras | 1 – 0   |
| 26 | Houston          | 22 juni 2011      | CONCACAF Gold Cup 2011          | Honduras – Mexico | 0 – 2   |
| 27 | San Pedro Sula   | 22 maart 2013     | WK 2014 kwalificatie            | Honduras – Mexico | 2 – 2   |
| 28 | Mexico-Stad      | 6 september 2013  | WK 2014 kwalificatie            | Mexico – Honduras | 1 – 2   |
| 29 | Tuxtla Gutiérrez | 9 oktober 2014    | Vriendschappelijk               | Mexico − Honduras | 2 − 0   |
| 30 | Houston          | 1 juli 2015       | Vriendschappelijk               | Honduras − Mexico | 0 − 0   |
| 31 | San Pedro Sula   | 17 november 2015  | WK 2018 kwalificatie            | Honduras − Mexico | 0 − 2   |
| 32 | Mexico-Stad      | 6 september 2016  | WK 2018 kwalificatie            | Mexico − Honduras | 0 − 0   |
| 33 | Mexico-Stad      | 8 juni 2017       | WK 2018 kwalificatie            | Mexico − Honduras | 3 − 0   |
| 34 | Glendale         | 20 juli 2017      | CONCACAF Gold Cup 2017          | Mexico − Honduras | 1 − 0   |
| 35 | San Pedro Sula   | 10 oktober 2017   | WK 2018 kwalificatie            | Honduras − Mexico | 3 − 2   |
| 36 | Atlanta          | 12 juni 2021      | Vriendschappelijk               | Mexico − Honduras | 0 − 0   |
| 37 | Glendale         | 24 juli 2021      | CONCACAF Gold Cup 2021          | Mexico − Honduras | 3 − 0   |
| 38 | Mexico-Stad      | 10 oktober 2021   | WK 2022 kwalificatie            | Mexico − Honduras | 3 − 0   |
| 39 | San Pedro Sula   | 27 maart 2022     | WK 2022 kwalificatie            | Honduras − Mexico | 0 − 1   |
| 40 | Houston          | 25 juni 2023      | CONCACAF Gold Cup 2023          | Mexico − Honduras | 4 − 0   |
| 41 | Tegucigalpa      | 17 november 2023  | CONCACAF Nations League 2023/24 | Honduras − Mexico | 2 − 0   |
| 42 | Mexico-Stad      | 21 november 2023  | CONCACAF Nations League 2023/24 | Mexico − Honduras | 2 − 0   |
| 43 | San Pedro Sula   | 15 november 2024  | CONCACAF Nations League 2024/25 | Honduras − Mexico | 2 − 0   |
| 44 | Toluca           | 19 november 2024  | CONCACAF Nations League 2024/25 | Mexico − Honduras | 4 − 0   |
| 45 | Santa Clara      | 2 juli 2025       | CONCACAF Gold Cup 2025          | Mexico − Honduras | 1 − 0   |

## Samenvatting
| Competitie              | Totaal gespeeld | Winst Honduras | Gelijk | Winst Mexico | Doelsaldo Honduras – Mexico |
| ----------------------- | --------------- | -------------- | ------ | ------------ | --------------------------- |
| WK-kwalificatie         | 24              | 6              | 5      | 13           | 21 − 41                     |
| CONCACAF Gold Cup       | 11              | 1              | 2      | 8            | 4 − 18                      |
| CONCACAF Nations Leauge | 4               | 2              | 0      | 2            | 4 − 6                       |
| Vriendschappelijk       | 6               | 0              | 2      | 4            | 2 − 16                      |
| Totaal                  | 45              | 9              | 9      | 27           | 31 − 81                     |

## Details

### 33ste ontmoeting
| WK 2018 kwalificatie (Mexico-Stad, Mexico, 8 juni 2017): |       |          |
| Mexico                                                   | 3 – 0 | Honduras |
| Oswaldo Alanís 34' Hirving Lozano 63' Raúl Jiménez 66'   | goals |          |

Hondurese voetbalbond · A-internationals · Selecties · Bondscoaches · Hondurees vrouwenelftal · Olympisch elftal · Honduras U21 · Honduras U19 · Honduras U17
1920 – 1959 ·
1960 – 1969 ·
1970 – 1979 ·
1980 – 1989 ·
1990 – 1999 ·
2000 – 2009 ·
2010 – 2019 ·
2020 − 2029
CGC 2021
CA 2001
WK 1982 · 
WK 2010 · 
WK 2014
OS 2000 · 
OS 2008 · 
OS 2012 ·
OS 2016 ·
OS 2020
1921 · 
1922–1929 · 
1930 · 
1931–1934 · 
1935 · 
1936–1945 · 
1946 · 
1947–1949 · 
1950 · 
1951–1952 · 
1953 · 
1954 · 
1955 · 
1956 · 
1957 · 
1958–1959 · 
1960 · 
1961 · 
1962 · 
1963 · 
1964 · 
1965 · 
1966 · 
1967 · 
1968 · 
1969 · 
1970 · 
1971 · 
1972 · 
1973 · 
1974 · 
1975 · 
1976 · 
1977 · 
1978 · 
1979 · 
1980 · 
1981 · 
1982 · 
1983 · 
1984 · 
1985 · 
1986 · 
1987 · 
1988 · 
1989–1990 · 
1991 · 
1992 · 
1993 · 
1994 · 
1995 · 
1996 · 
1997 · 
1998 · 
1999 · 
2000 · 
2001 · 
2002 · 
2003 · 
2004 · 
2005 · 
2006 · 
2007 · 
2008 · 
2009 · 
2010 · 
2011 · 
2012 · 
2013 · 
2014 · 
2015 · 
2016 ·
2017 ·
2018 ·
2019 ·
2020 ·
2021 ·
2022 ·
2023 ·
2024 ·
2025
Antigua en Barbuda ·
Argentinië ·
Australië ·
Azerbeidzjan ·
Belize ·
Bermuda ·
Bolivia ·
Brazilië ·
Canada ·
Chili ·
China ·
Colombia ·
Costa Rica ·
Cuba ·
Curaçao ·
Denemarken ·
Ecuador ·
El Salvador ·
Engeland ·
Finland ·
Frankrijk ·
Grenada ·
Griekenland ·
Guatemala ·
Haïti ·
IJsland ·
Israël ·
Jamaica ·
Japan ·
Joegoslavië ·
Kaaimaneilanden ·
Letland · 
Mexico ·
Nederlandse Antillen ·
Nicaragua ·
Nieuw-Zeeland ·
Noord-Ierland · 
Noorwegen ·
Panama ·
Paraguay ·
Peru ·
Puerto Rico ·
Qatar ·
Roemenië ·
Saint Vincent en de Grenadines ·
Saoedi-Arabië ·
Servië ·
Slovenië ·
Spanje ·
Suriname ·
Trinidad en Tobago ·
Turkije ·
Uruguay ·
Venezuela ·
Verenigde Arabische Emiraten ·
Verenigde Staten ·
Wit-Rusland ·
Zambia ·
Zuid-Afrika ·
Zuid-Korea ·
Zwitserland
Chili (2010) ·
Ecuador (2014) ·
Frankrijk (2014) ·
Spanje (2010) ·
Zwitserland (2010) · 
Zwitserland (2014)
FMF · A-internationals · Selecties · Bondscoaches · Statistieken · Mexicaans vrouwenelftal · Olympisch elftal · Mexico U21 · Mexico U20 · Mexico U19 · Mexico U18 · Mexico U17
1920 – 1949 ·
1950 – 1969 ·
1970 – 1979 ·
1980 – 1989 ·
1990 – 1999 ·
2000 – 2009 ·
2010 – 2019 ·
2020 – 2029
Copa América 1993 ·
Copa América 1995 ·
Copa América 1997 ·
Copa América 1999 ·
Copa América 2001 ·
Copa América 2004 ·
Copa América 2007 ·
Copa América 2011 ·
Copa América 2015 · 
Copa América 2016
WK 1930 ·
WK 1950 ·
WK 1954 ·
WK 1958 ·
WK 1962 ·
WK 1966 ·
WK 1970 ·
WK 1978 ·
WK 1986 ·
WK 1994 ·
WK 1998 ·
WK 2002 ·
WK 2006 ·
WK 2010 ·
WK 2014 · 
WK 2018
OS 1928 ·
OS 1948 ·
OS 1964 ·
OS 1968 ·
OS 1972 ·
OS 1976 ·
OS 1992 ·
OS 1996 ·
OS 2004 ·
OS 2012 ·
OS 2016 ·
OS 2020
1923 ·
1924–1927 ·
1928 ·
1929 ·
1930 ·
1931–1933 ·
1934 ·
1935 ·
1936 ·
1937 ·
1938 ·
1939–1946 ·
1947 ·
1948 ·
1949 ·
1950 ·
1951 ·
1952 ·
1953 ·
1954 ·
1955 ·
1956 ·
1957 ·
1958 ·
1959 ·
1960 ·
1961 ·
1962 ·
1963 ·
1964 ·
1965 ·
1966 ·
1967 ·
1968 ·
1969 ·
1970 · 
1971 · 
1972 · 
1973 · 
1974 · 
1975 · 
1976 · 
1977 · 
1978 · 
1979 · 
1980 · 
1981 · 
1982 · 
1983 · 
1984 · 
1985 · 
1986 · 
1987 · 
1988 · 
1989 · 
1990 · 
1991 · 
1992 · 
1993 · 
1994 · 
1995 · 
1996 · 
1997 · 
1998 · 
1999 · 
2000 · 
2001 · 
2002 · 
2003 · 
2004 · 
2005 · 
2006 · 
2007 · 
2008 · 
2009 · 
2010 · 
2011 · 
2012 · 
2013 · 
2014 · 
2015 · 
2016 ·
2017 ·
2018 ·
2019 ·
2020 ·
2021 ·
2022 ·
2023
Albanië ·
Algerije ·
Angola ·
Argentinië ·
Australië ·
België ·
Belize ·
Bermuda ·
Bolivia ·
Bosnië en Herzegovina ·
Brazilië ·
Bulgarije ·
Canada ·
Chili ·
China ·
Colombia ·
Congo-Kinshasa ·
Costa Rica ·
Cuba ·
Curaçao ·
DDR ·
Denemarken ·
Dominica ·
Dominicaanse Republiek ·
Duitsland ·
Ecuador ·
Egypte ·
El Salvador ·
Engeland ·
Estland ·
Fiji ·
Finland ·
Frankrijk ·
Gambia ·
Ghana ·
Griekenland ·
Guatemala ·
Guyana ·
Haïti ·
Honduras ·
Hongarije ·
Ierland ·
IJsland ·
Irak ·
Iran ·
Israël ·
Italië ·
Ivoorkust ·
Jamaica ·
Japan ·
Joegoslavië ·
Kameroen ·
Kroatië ·
Liberia ·
Luxemburg ·
Marokko ·
Martinique ·
Nederland ·
Nederlandse Antillen ·
Nicaragua ·
Nieuw-Zeeland ·
Nigeria ·
Noord-Ierland ·
Noord-Korea ·
Noorwegen ·
Oekraïne ·
Oezbekistan ·
Panama ·
Paraguay ·
Peru ·
Polen ·
Portugal ·
Qatar ·
Roemenië ·
Rusland ·
Saint Kitts en Nevis ·
Saint Vincent en de Grenadines ·
Saoedi-Arabië ·
Schotland ·
Senegal ·
Servië ·
Slovenië ·
Slowakije ·
Sovjet-Unie ·
Spanje ·
Suriname ·
Trinidad en Tobago ·
Tsjechië ·
Tsjecho-Slowakije ·
Tunesië ·
Turkije ·
Uruguay ·
Venezuela ·
Verenigde Staten ·
Wales ·
Wit-Rusland ·
Zuid-Afrika ·
Zuid-Korea ·
Zweden ·
Zwitserland
Angola (2006) ·
Argentinië (2006) ·
Brazilië (1999) ·
Brazilië (2014) ·
Brazilië (2018) ·
Duitsland (2018) ·
Frankrijk (2010) ·
Iran (2006) ·
Kameroen (2014) ·
Kroatië (2014) ·
Nederland (2014) ·
Portugal (2006) ·
Uruguay (2010) ·
Zuid-Afrika (2010) ·
Zuid-Korea (2018) ·
Zweden (2018)